# 慈光寺 (矢板市)

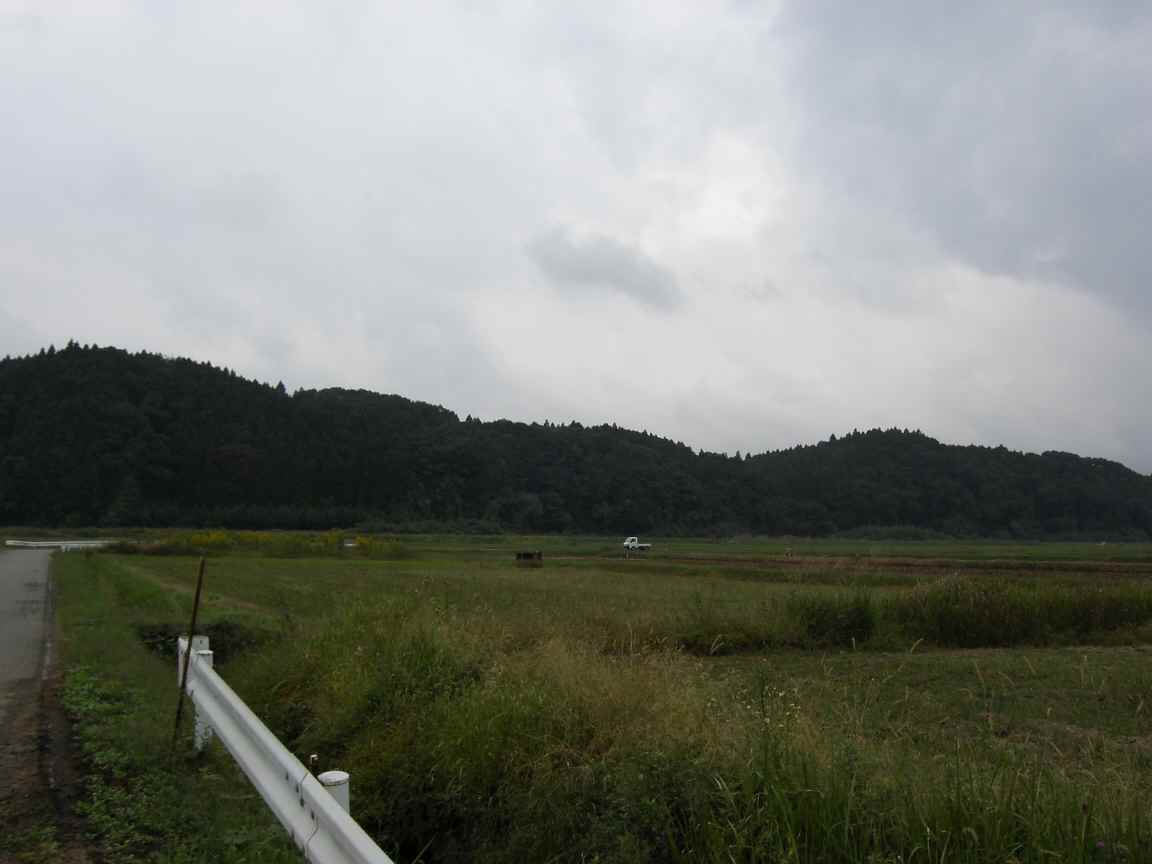
上太田にあった慈光寺の跡。向かって右端（北）の山が松ヶ嶺城。左端の山の山頂に寺の遺構が残る。手前の耕地化された土地に城下町の松小屋が存在した。

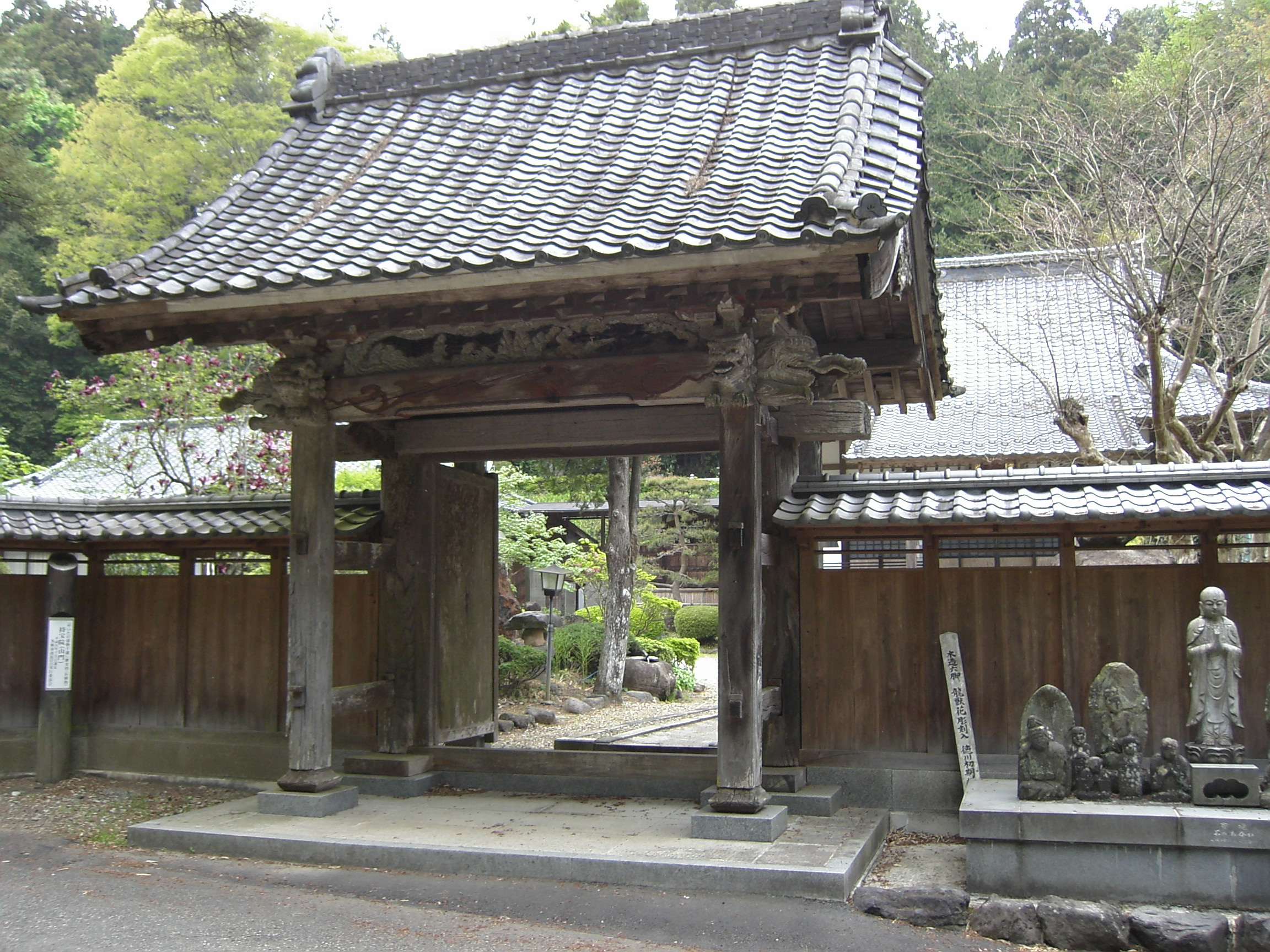
同市下伊佐野の持宝院に現存する上太田慈光寺の山門

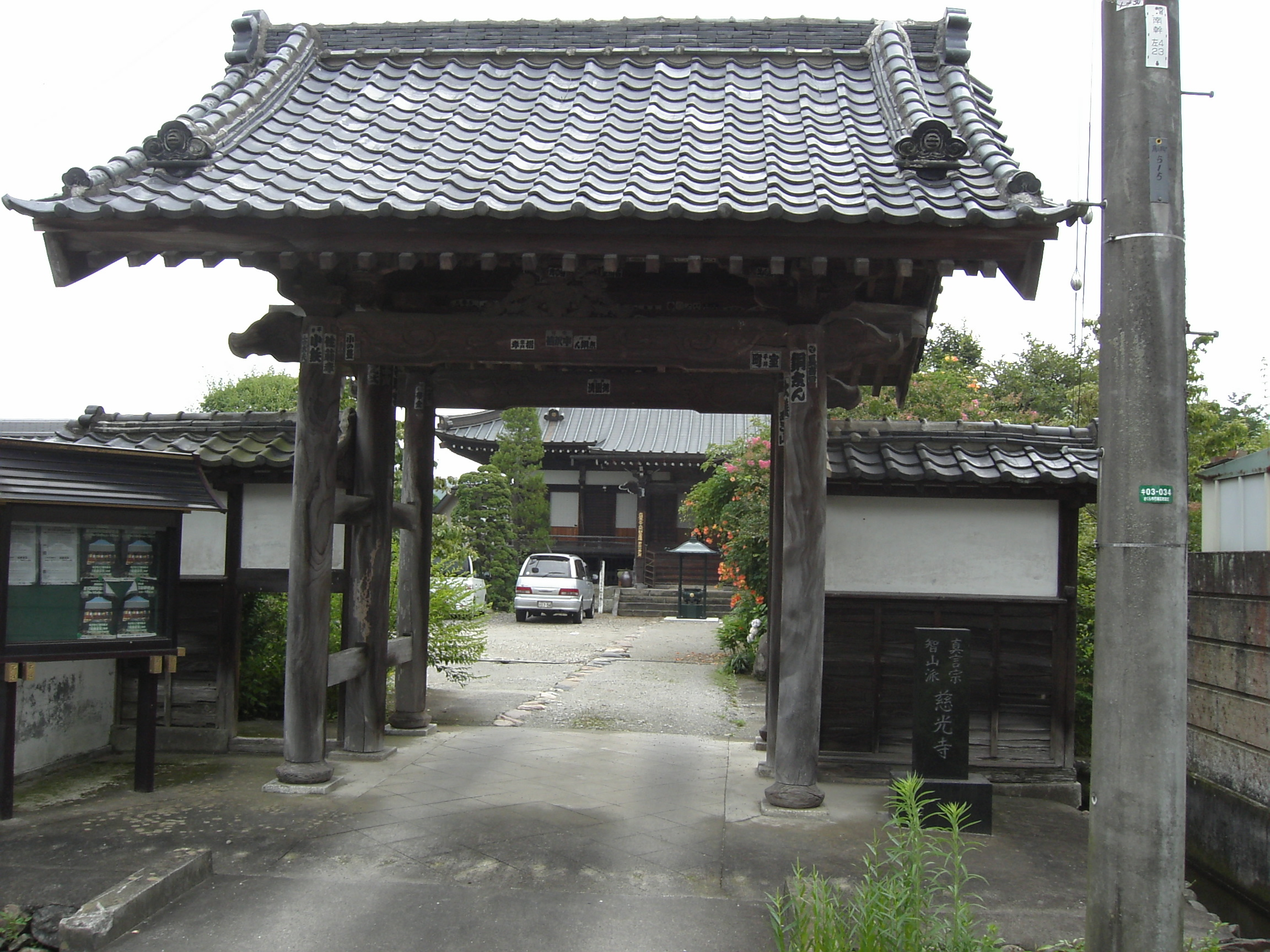
さくら市喜連川に現存する慈光寺

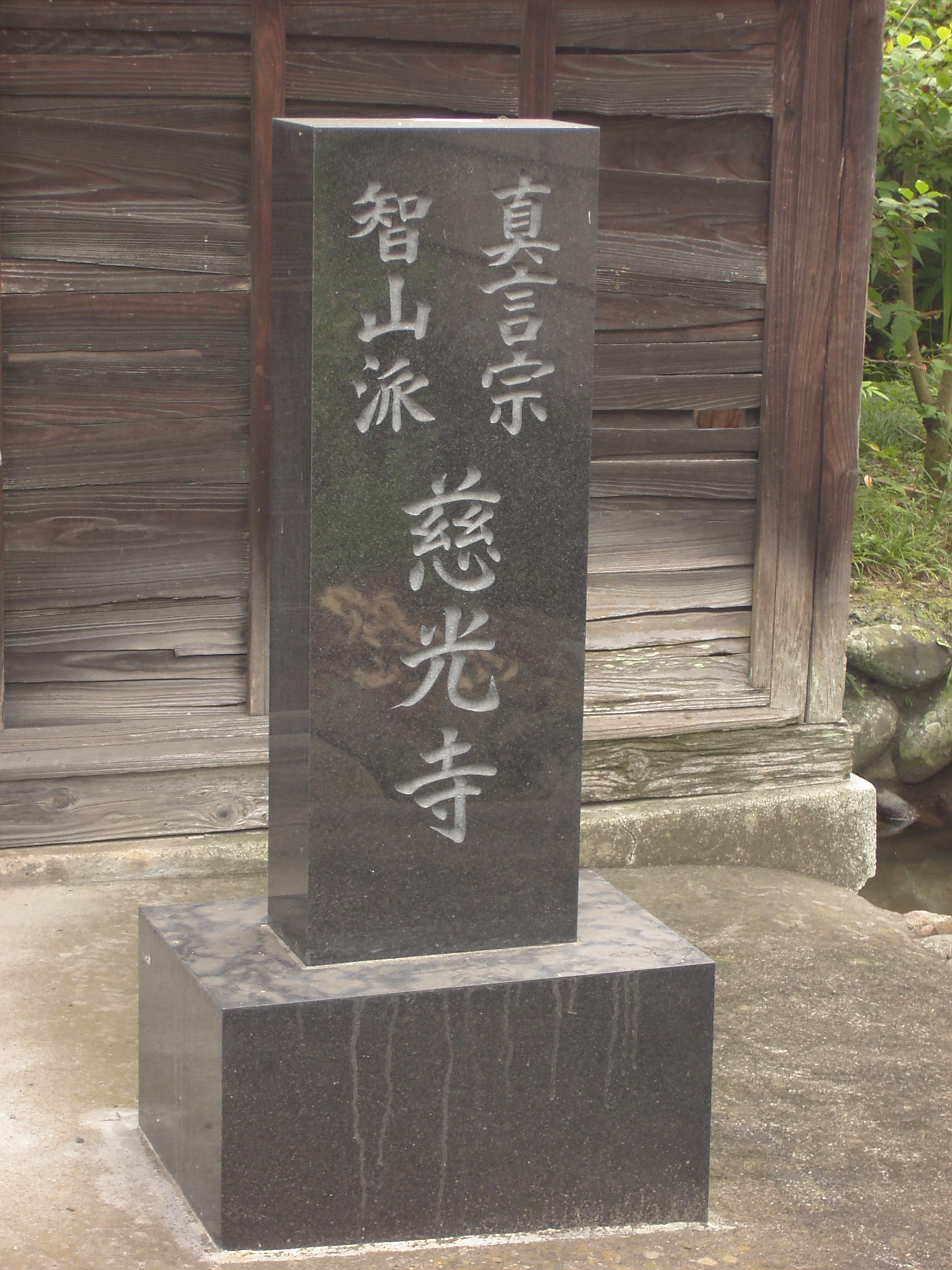

慈光寺（じこうじ）は、栃木県矢板市にあった真言宗の寺院である。矢板市の大字の上太田と川崎反町の2か所に存在したが、それぞれ現在は廃寺となっている。

## 上太田慈光寺
上太田の慈光寺は、山号を「小松山」、院名を「慶雲院」と言い、松ヶ嶺城の城主岡本氏の菩提寺として、15世紀末頃に松ヶ嶺城の南方、城の堀切を挟んだ尾根続きの山頂に築かれ、現在もその遺構が残る。城跡は、現在も寺地山、寺中山の名称で呼ばれ、小字名としても「上寺中」「下寺中」で名が残る。岡本氏が城を移し新たな菩提寺を創建すると、その新しい菩提寺は曹洞宗で別宗派であったこともあり、旧菩提寺である慈光寺は急激に衰退し、1616年（元和2年）に廃寺となる。この時、寺の山門が、寺の北にある同宗派の寺である持宝院に移築され現存しており、現在は矢板市指定の文化財として保護されている。周囲には、慈光寺にあったであろう五輪塔や卵塔が散在している。

## 川崎反町慈光寺
川崎反町には、小字名に「慈光寺」があり、そこに寺があったと言われる。寺は、正確に言えば廃寺となったものではなく、現在のさくら市喜連川に移転しており現存している。しかし、いつの時代にいかなる経緯で移転に至ったものかは不明である。そのため、寺の山号や院号、あるいは、それが元々あったものかどうかは不明であり、その歴史も不明である。しかし、開山として「宥海」の僧の名が残る。また、喜連川の慈光寺は、山号を喜連山というが、これは喜連川移転後につけられた山号であろう。